# Dismorfologia
A Dismorfologia é a área da Genética Médica que estuda e busca interpretar os padrões de crescimento humano e as anomalias morfológicas. O termo "Dismorfologia" foi primeiramente empregado por David Smith na década de 1960. As anomalias morfológicas incluem as malformações, disrupções, deformações e displasias. Padrões de anomalias morfológicas, por sua vez, são agrupados em síndromes, sequencias e associações.
- Síndromes, em Dismorfologia, são padrões de anomalias morfológicas relacionadas de modo causal, mas não necessariamente relacionadas em sua patogenia.[2] Exemplos de síndromes incluem: síndrome de Down e síndrome de Gorlin.
- Sequencias compreendem uma ou mais anomalias morfológicas secundárias que sabidamente ou presumidamente resultantes de uma única malformação, disrupção, displasia ou deformação.[2] Exemplos incluem: sequencia de Pierre-Robin e sequencia de Potter.
- Associações são padrões de anomalias, pelo menos duas das quais morfológicas,  que ocorrem mais frequentemente do que seria esperado pelo acaso e nas quais uma relação causal não foi identificada.[2] Exemplos incluem: associação VACTERL e associação MURCS.